# Tsjerna Mogila (Chaskovo)
Tsjerna Mogila (Bulgaars: Черна могила) is een dorp in het zuiden van Bulgarije. Het dorp is gelegen in de gemeente Charmanli, oblast Chaskovo. Het dorp ligt hemelsbreed op 35 km van de stad Chaskovo en 237 kilometer ten zuidoosten van Sofia.

## Bevolking
Op 31 december 2020 telde het dorp 90 inwoners, een daling vergeleken met het maximum van 1.165 personen in 1934. Het inwonertal is sinds de eerste officiële volkstelling van 1934, uitgevoerd door het Nationaal Statistisch Instituut van Bulgarije, continu afgenomen.
|  |

| Etnische samenstelling van de respondenten (2011) | Etnische samenstelling van de respondenten (2011) | Etnische samenstelling van de respondenten (2011) | Etnische samenstelling van de respondenten (2011) | Etnische samenstelling van de respondenten (2011) |
| ------------------------------------------------- | ------------------------------------------------- | ------------------------------------------------- | ------------------------------------------------- | ------------------------------------------------- |
|                                                   |                                                   |                                                   |                                                   |                                                   |
| Bulgaren                                          | Bulgaren                                          |                                                   | 97,2%                                             | 97,2%                                             |
| Turken                                            | Turken                                            |                                                   | 2,8%                                              | 2,8%                                              |
| Roma                                              | Roma                                              |                                                   | 0,0%                                              | 0,0%                                              |
| Anders/Onbekend                                   | Anders/Onbekend                                   |                                                   | 0,0%                                              | 0,0%                                              |